# Leucandra innominata
Leucandra innominata är en svampdjursart som beskrevs av Arthur Dendy och R.W. Harold Row 1913. Leucandra innominata ingår i släktet Leucandra och familjen Grantiidae.
Artens utbredningsområde är havet utanför Sudan. Inga underarter finns listade i Catalogue of Life.